# لورا بيسل
لورا بيسل (بالإنجليزية: Laura Bissell)‏ هي دراجة بريطانية، ولدت في 19 يونيو 1983.